# Валенсуэла, Хесус
Хесу́с Ноэль Валенсуэ́ла Саэс (исп. Jesús Noel Valenzuela Sáez; род. 24 ноября 1983, Акаригуа, Португеса) — венесуэльский футбольный судья. Арбитр ФИФА с 2013 года.

## Биография
Хесус Ноэль Валенсуэла родился 24 ноября 1983 года в Акаригуа — крупнейшем городе и бывшей столице штата Португеса. Имеет диплом специалиста в области делового администрирования. Совместно со своим отцом владеет частным бизнесом. Среди друзей и знакомых более известен по своему второму имени Ноэль, однако в качестве арбитра на международном уровне практически всегда используется первое имя — Хесус. С 2012 года женат, имеет двух дочерей.
Будучи студентом, играл в футболе на университетском уровне, тогда же увлёкся арбитражом футбольных матчей. В 2007 году бывший арбитр международного уровня Луис Соло́рсано пригласил Валенсуэлу судить матчи низших дивизионов Венесуэлы. В 2011 году дебютировал в качестве арбитра Высшего дивизиона чемпионата Венесуэлы. Спустя два года получил статус арбитра КОНМЕБОЛ. В 2015 году стал арбитром ФИФА.
В 2020 году судил полностью аргентинский финал Южноамериканского кубка, в котором «Дефенса и Хустисия» оказалась сильнее «Лануса» (3:0). В марте 2022 года работал в ответной игре Рекопы Южной Америки между «Атлетико Паранаэнсе» и «Палмейрасом» (0:2; по сумме двух матчей — 2:4).
Среди наиболее важных международных турниров, на которых работал Валенсуэла — Кубок Америки 2019 и 2021 годов, а также Олимпийский футбольный турнир в Токио в 2021 году, в ходе которого он отработал на трёх матчах. На Кубке Америки 2021 обслуживал полуфинал между сборными Аргентины и Колумбии. По версии частной Международной федерации футбольной истории и статистики, Хесус Валенсуэла был признан лучшим футбольным арбитром Южной Америки 2021 года и вошёл в число претендентов на звание лучшего арбитра мира.
В мае 2022 года Хесус Валенсуэла был включён ФИФА в список арбитров, которые будут работать на матчах чемпионата мира 2022 в Катаре. Вместе с ним на играх Мундиаля работали боковые судьи Хорхе Уррего, Тулио Морено, а также судья VAR Хуан Сото. Отработал один матч группового этапа и одну встречу 1/8 финала между Францией и Польшей. 
В мае 2024 года был отобран одним из главных судей для обслуживания матчей Кубка Америки по футболу, который состоится в июне-июле 2024 года на футбольных полях США. 

### Чемпионат мира 2022
| Стадия         | Дата           | Место                | Команда 1 | Команда 2 | Результат | Предупреждён | Red card | Пенальти |
| -------------- | -------------- | -------------------- | --------- | --------- | --------- | ------------ | -------- | -------- |
| Групповой этап | 25 ноября 2022 | Эль-Байт, г.Эль-Хаур | Англия    | США       | 0:0 (0:0) | 0 - 0        | 0 - 0    | 0 - 0    |
| 1/8 финала     | 4 декабря 2022 | Эль-Тумама, г.Доха   | Франция   | Польша    | 3:1 (1:0) | 1 - 2        | 0 - 0    | 0 -      |

## Важнейшие матчи
Валенсуэла судил следующие матчи:
- Финал чемпионата Венесуэлы (3): 2014/15, 2015 (Переходный турнир), 2021
- Финал Южноамериканского кубка (1): 2020
- Ответный матч Рекопы Южной Америки (1): 2022